# پردل‌نگر
پردل‌نگر (به انگلیسی: Purdilnagar) یک منطقهٔ مسکونی در هند است که در Hathras district واقع شده‌است.

## خصوصیات
پردل‌نگر  ۱۶٬۱۳۹ نفر جمعیت دارد.